# Brad Benavides
Brad Domenico Benavides Agredo (Florida, 20 luglio 2001) è un pilota automobilistico statunitense con cittadinanza guatemalteca e spagnola di origini colombiane. Vincitore del Euroformula Open nel 2024.

## Carriera

### Primi anni in monoposto

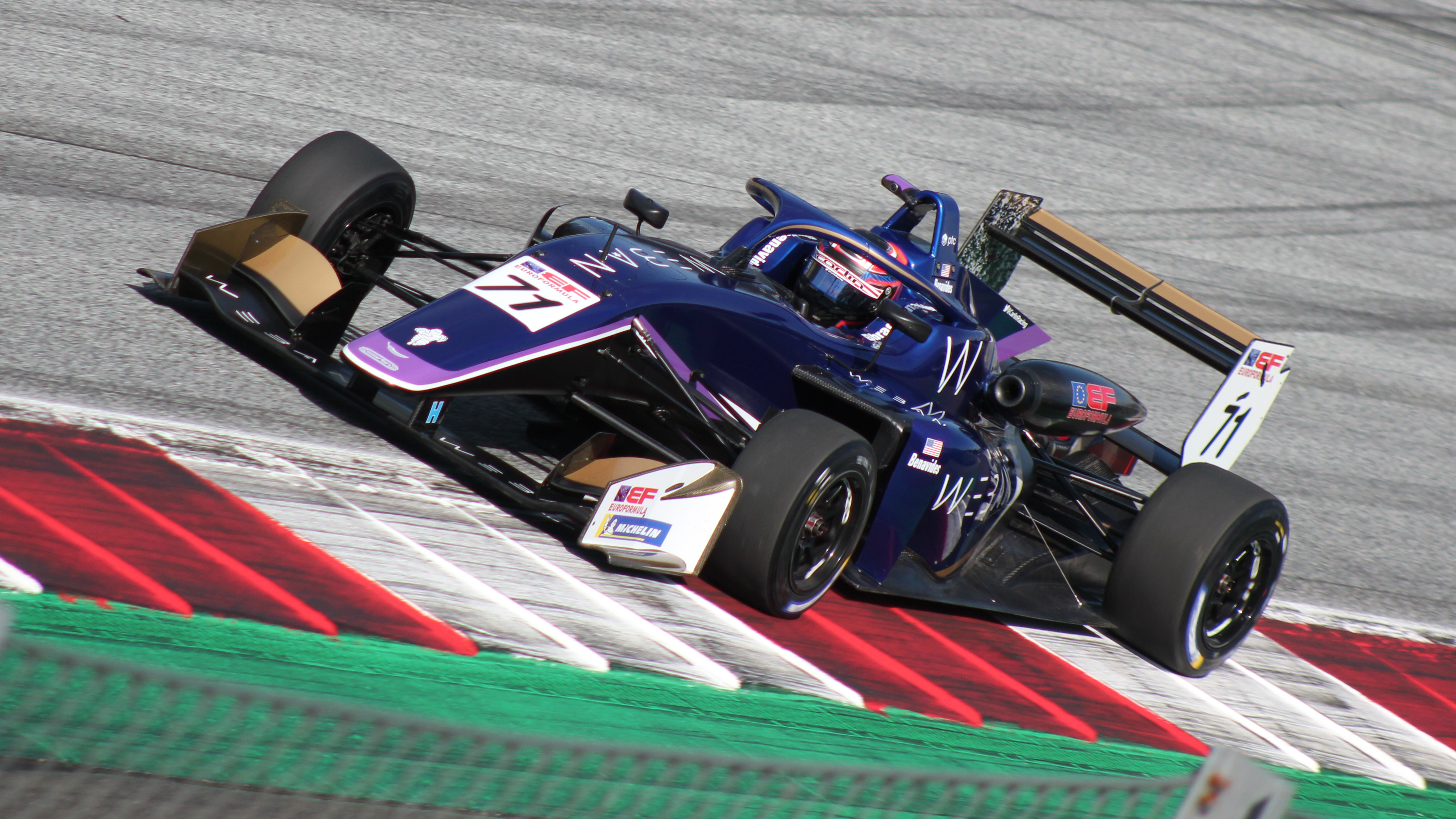
Brad Benavides durante l'Euroformula Open 2021

Nel 2018 esordisce in monoposto correndo l'ultimo round della Euroformula Open con il team Campos Racing.
L'anno seguente partecipa alla Formula Renault Eurocup con il team di Fernando Alonso, la FA Racing. Benavides non ottiene nessun punto in classifica e salta gli ultimi tre round della serie in cui viene sostituito da Franco Colapinto.
Nel 2020, il pilota rimane fermo e torna a competere in monoposto nel 2021 partecipando alla Formula 3 europea regionale con il team DR Formula. Dopo dieci gare decide di lasciare la serie senza aver ottenuto nessun punto. Benavides non rimane fermo, torna alla Euroformula Open con il team Carlin Motorsport, in questa serie si dimostra molto più incisivo, ottiene otto posizionamenti a punti nelle nove gare che disputa, che valgono al pilota 39 punti in classifica e un sesto posto a Barcellona come miglior risultato.

### Formula 3 e Formula 2

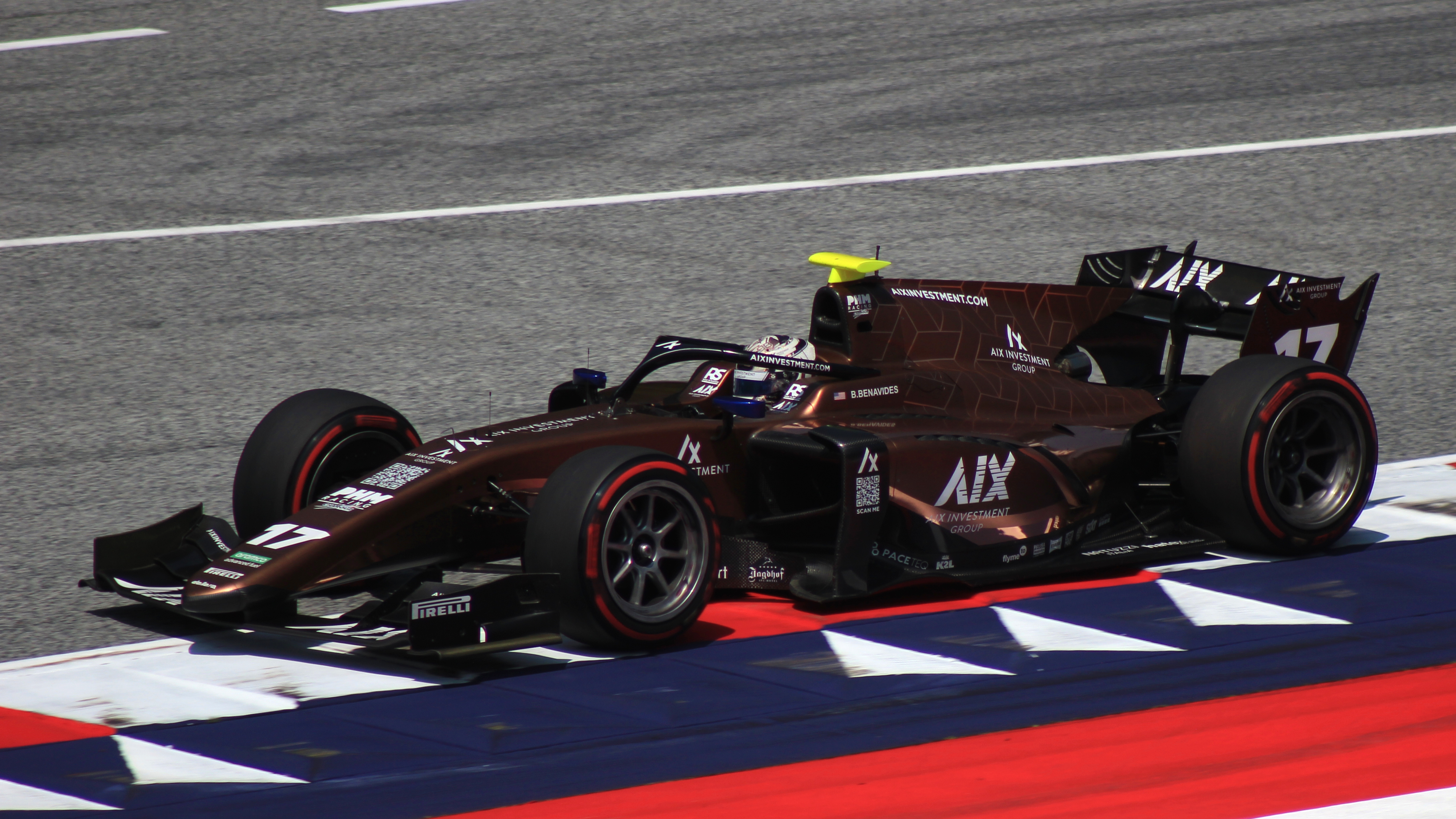
Brad Benavides nel 2023 con il team Charouz Racing System

Nel 2022 Benavides rimane legato alla Carlin Motorsport per la stagione di Formula 3. Il pilota corre la prima metà della stagione con licenza spagnola e la seconda metà con quella degli Stati Uniti d'America. Benavides ha una stagione difficile, ottenendo il suo unico piazzamento a punti durante il settimo round a Spa-Francorchamps, nel quale chiude ottavo nella sprint race conquistando tre punti. Chiude la stagione al ventitreesimo posto. Nei test post stagionali cambia casacca, partecipando ai test con l'ART Grand Prix.
Prima del suo esordio in Formula 2, nel inverno del 2023, Benavides partecipa alla Formula Regional Middle East con il team Hyderabad Blackbirds con MP. 
Nel novembre del 2022, Benavides partecipa ai test post-stagionali della Formula 2 con il team Charouz Racing System a Yas Marina. Poco dopo il team ceco viene rilevato dalla PHM Racing, ma Benavides viene comunque scelto per la stagione 2023 insieme all'esperto Roy Nissany. Il pilota spagnolo non riesce a conquistare nessun punto e dopo il round dell'Hungaroring viene sostituito da Josh Mason.

### Euroformula Open
Dopo la Formula 2, Benavides si unisce al Team Motopark correndo nella Euroformula Open, in crisi con gli iscritti, solo nove piloti sono iscritti al campionato. Il pilota statunitense non ha difficoltà a mettersi in mostra, ottiene cinque vittorie nella prima parte della stagione conquistando la testa della classifica.

## Risultati

### Riassunto della carriera
| Stagione | Serie                        | Team                        | Gare | Vittorie | Pole | GPV | Podi | Punti | Pos. |
| -------- | ---------------------------- | --------------------------- | ---- | -------- | ---- | --- | ---- | ----- | ---- |
| 2018     | Euroformula Open             | Campos Racing               | 2    | 0        | 0    | 0   | 0    | 0     | NC†  |
| 2019     | Formula Renault Eurocup      | FA Racing con Drivex        | 13   | 0        | 0    | 0   | 0    | 0     | 23º  |
| 2021     | Formula 3 europea regionale  | DR Formula RP Motorsport    | 10   | 0        | 0    | 0   | 0    | 0     | 26º  |
| 2021     | Euroformula Open             | Carlin Motorsport           | 9    | 0        | 0    | 0   | 0    | 39    | 13º  |
| 2022     | Formula 3                    | Carlin                      | 18   | 0        | 0    | 0   | 0    | 3     | 23º  |
| 2023     | Formula Regional Middle East | Hyderabad Blackbirds con MP | 15   | 0        | 0    | 0   | 0    | 1     | 29º  |
| 2023     | Formula 2                    | PHM Racing by Charouz       | 18   | 0        | 0    | 0   | 0    | 0     | 22°  |
| 2024     | Euroformula Open             | Team Motopark               | 12   | 5        | 2    | 4   | 11   | 257*  |      |

† Benavides era un pilota ospite, non idoneo a prendere punti.
* Stagione in corso

### Risultati in Formula 3 regionale europea
(legenda) (Le gare in grassetto indicano la pole position) (Le gare in corsivo indicano Gpv)
| Stagione | Team       | 1   | 2   | 3   | 4   | 5   | 6   | 7   | 8   | 9   | 10  | 11  | 12  | 13  | 14  | 15  | 16  | 17  | 18  | 19  | 20  | Punti | Pos. |
| -------- | ---------- | --- | --- | --- | --- | --- | --- | --- | --- | --- | --- | --- | --- | --- | --- | --- | --- | --- | --- | --- | --- | ----- | ---- |
| 2021     | DR Formula | IMO | IMO | CAT | CAT | MON | MON | LEC | LEC | ZAN | ZAN | SPA | SPA | RBR | RBR | VAL | VAL | MUG | MUG | MNZ | MNZ | 0     | 26º  |
| 2021     | DR Formula | Rit | 14  | 16  | 12  | 24  | Rit | 28  | 20  | 21  | 20  |     |     |     |     |     |     |     |     |     |     | 0     | 26º  |

### Risultati in Euroformula
(legenda) (Le gare in grassetto indicano la pole position) (Le gare in corsivo indicano Gpv)
| Stagione | Team              | 1   | 2   | 3   | 4   | 5   | 6   | 7   | 8   | 9   | 10  | 11  | 12  | 13  | 14  | 15  | 16  | 17  | 18  | 19  | 20  | 21  | 22  | 23  | 24  | Punti | Pos. |
| -------- | ----------------- | --- | --- | --- | --- | --- | --- | --- | --- | --- | --- | --- | --- | --- | --- | --- | --- | --- | --- | --- | --- | --- | --- | --- | --- | ----- | ---- |
| 2021     | Carlin Motorsport | POR | POR | POR | LEC | LEC | LEC | SPA | SPA | SPA | HUN | HUN | HUN | IMO | IMO | IMO | RBR | RBR | RBR | MNZ | MNZ | MNZ | CAT | CAT | CAT | 39    | 13°  |
| 2021     | Carlin Motorsport |     |     |     |     |     |     |     |     |     |     |     |     |     |     |     | 10  | 9   | 8   | 7   | 7   | 7   | 8*  | 6   | 14  | 39    | 13°  |
| 2024     | Motopark Academy  | POR | POR | POR | HOC | HOC | HOC | SPA | SPA | SPA | HUN | HUN | HUN | LEC | LEC | LEC | RBR | RBR | RBR | CAT | CAT | CAT | MNZ | MNZ | MNZ | 431   | 1°   |
| 2024     | Motopark Academy  | 2   | 1   | 2   | 1   | 2   | (5) | 1   | 1   | 3   | 1   | 3   | 2   | 3   | 1   | 2   | 1   | (5) | 2   | 1   | 3   | (5) | 6   | 1   | 4   | 431   | 1°   |

### Risultati in Formula 3
(legenda) (Le gare in grassetto indicano la pole position) (Le gare in corsivo indicano Gpv)
| Anno | Team              | 1   | 2   | 3   | 4   | 5   | 6   | 7   | 8   | 9   | 10  | 11  | 12  | 13  | 14  | 15  | 16  | 17  | 18  | 19  | 20  | Punti | Pos. |
| ---- | ----------------- | --- | --- | --- | --- | --- | --- | --- | --- | --- | --- | --- | --- | --- | --- | --- | --- | --- | --- | --- | --- | ----- | ---- |
| 2022 | Carlin Motorsport | BHR | BHR | IMO | IMO | CAT | CAT | SIL | SIL | RBR | RBR | HUN | HUN | SPA | SPA | ZAN | ZAN | MNZ | MNZ |     |     | 3     | 23º  |
| 2022 | Carlin Motorsport | 21  | 20  | 14  | Rit | 25  | Rit | NC  | 20  | 19  | 20  | Rit | 22  | 8   | 18  | 26  | Rit | 18  | 14  |     |     | 3     | 23º  |
| 2025 | AIX Racing        | AUS | AUS | SAK | SAK | IMO | IMO | MON | MON | CAT | CAT | RBR | RBR | SIL | SIL | SPA | SPA | HUN | HUN | MON | MON | 4*    |      |
| 2025 | AIX Racing        |     |     |     |     | 12  | 24  | 12  | Rit | 15  | 24  | Rit | 9   | 14  | Rit | 20  | C   |     |     |     |     | 4*    |      |

### Risultati in Formula Regional Middle East
(legenda) (Le gare in grassetto indicano la pole position) (Le gare in corsivo indicano Gpv)
| Stagione | Squadra                     | 1   | 2   | 3   | 4   | 5   | 6   | 7   | 8   | 9   | 10  | 11  | 12  | 13  | 14  | 15  | Punti | Pos. |
| -------- | --------------------------- | --- | --- | --- | --- | --- | --- | --- | --- | --- | --- | --- | --- | --- | --- | --- | ----- | ---- |
| 2023     | Hyderabad Blackbirds con MP | DUB | DUB | DUB | KMT | KMT | KMT | KMT | KMT | KMT | DUB | DUB | DUB | ABU | ABU | ABU | 1     | 29º  |
| 2023     | Hyderabad Blackbirds con MP | 24  | 21  | 15  | Rit | DN  | DN  | 12  | 10  | Rit | 11  | 11  | 22  | 18  | 16  | 13  | 1     | 29º  |

### Risultati in Formula 2
(legenda) (Le gare in grassetto indicano la pole position) (Le gare in corsivo indicano Gpv)
| Stagione | Squadra               | 1   | 2   | 3   | 4   | 5   | 6   | 7   | 8   | 9   | 10  | 11  | 12  | 13  | 14  | 15  | 16  | 17  | 18  | 19  | 20  | 21  | 22  | 23  | 24  | 25  | 26  | Punti | Pos. |
| -------- | --------------------- | --- | --- | --- | --- | --- | --- | --- | --- | --- | --- | --- | --- | --- | --- | --- | --- | --- | --- | --- | --- | --- | --- | --- | --- | --- | --- | ----- | ---- |
| 2023     | PHM Racing by Charouz | BHR | BHR | JED | JED | ALB | ALB | BAK | BAK | MON | MON | CAT | CAT | RBR | RBR | SIL | SIL | HUN | HUN | SPA | SPA | ZAN | ZAN | MNZ | MNZ | YMC | YMC | 0     | 22°  |
| 2023     | PHM Racing by Charouz | 19  | 18  | 18  | Rit | Rit | 12  | 10  | Rit | 12  | 16  | 16  | 22  | 12  | 19  | Rit | 13  | 18  | 18  |     |     |     |     |     |     |     |     | 0     | 22°  |